# Mac Tallo
Mark Jayven "Mac" Tallo (nacido el 2 de enero de 1994) es un jugador de baloncesto profesional filipino. Jugó por última vez para los Volcanes Bicol de la Liga de Baloncesto Maharlika Pilipinas (MPBL). Fue seleccionado décimo en general por TNT KaTropa en el draft de la PBA de 2017.
Tallo también es un jugador de baloncesto 3x3 y se adaptó para los equipos de circuito profesional Chooks-to-Go 3x3.